# De Frygtløse: The Muuhvie
De Frygtløse: The Muuhvie (originaltitel: Home on the Range) er en amerikansk-tegnefilm fra 2004, produceret af Walt Disney Pictures, og havde premiere i biograferne i USA den 2. april 2004. Det er 45. film fra Disneys klassikere.
Filmen er instrueret af Will Finn og John Sanford. Sangene er skrevet af Alan Menken og Glen Evan Slater og har dansk tekst af Morten Holm-Nielsen. De originale stemmer i filmen er blandt andre Roseanne Barr, Judi Dench, Jennifer Till, Steve Buscemi, G.W. Bailey, Cuba Gooding, Jr. og Randy Quaid, mens den anden Pernille Schrøder, Birthe Neumann, Iben Hjejle, Timm Vladimir og Søren Pilmark har de danske.

## Handling
Historien handler om showkoen Maggie. Hendes oplevelse i filmens begyndelse er hele filmens kerne, nemlig kvægtyven Alamida Slim, der kommer forbi og jodler kvæget i trance til frivilligt at følge ham. Filmen udspiller sig i det vilde vesten. Og da Maggies ejer Abner ikke har råd til at beholde hende, kommer hun til en malkekvægsfarm som hedder Himmelfarmen. Her bor i forvejen Pearl med sine  to køer Fru Calloway, som er en broget ko, og en yngre kvie, som hedder Grace og er en Jerseyko. 
Alamida Slim sender altså farm efter farm på tvangsauktion. Og da Maggie og hendes nye venner prøver at redde Himmelfarmen fra at ryge samme tur, begynder hendes opgør mod Slim og Villy-brødrenes bande. Undervejs på turen får de hjælp af prærieharen Jack og hesten Buck, der finder ud af at hans store helt, Rico, er en svindler. Køerne når lige at komme hjem i tide og få afsløret Slim, som den morgen har forklædt sig som en Yansy O'dell for at købe al jorden. Dusøren på 750$ bliver udløst og Himmelfarmen bliver reddet.

## Stemmer
| Rolle             | Original engelsk stemme | Stemme i dansk version  |
| ----------------- | ----------------------- | ----------------------- |
| Maggie            | Roseanne Barr           | Pernille Schrøder       |
| Mrs. Caloway      | Judi Dench              | Birthe Neumann          |
| Grace             | Jennifer Tilly          | Iben Hjejle             |
| Buck              | Cuba Gooding Jr.        | Timm Vladimir           |
| Alameda Slim      | Randy Quaid             | Søren Pilmark           |
| Willie Brødrene   | Sam J. Levine           | Henrik Koefoed          |
| Pearl             | Carole Cook             | Grethe Mogensen         |
| Sheriff Sam Brown | Richard Riehle          | John Hahn-Petersen      |
| Rico              | Charles Dennis          | Dick Kaysø              |
| Rusty             | G. W. Bailey            | Peter Zhelder           |
| Lykke-Jack        | Charles Haid            | Lars Knutzon            |
| Abner             | Dennis Weaver           | Søren Spanning          |
| Annie             | Ann Richards            | Vibeke Dueholm          |
| Audrey            | Estelle Harris          | Michelle Bjørn-Andersen |
| Barry             | Mark Walton             | Lars Thiesgaard         |
| Jes, geden        | Joe Flaherty            | Torben Zeller           |
| Oksen Junior      | Lance LeGault           | Torbjørn Hummel         |
| Larry             | Marshall Efron          | Christian Damsgaard     |
| Ollie             | Charlie Dell            | Lars Hjortshøj          |
| Patrick           | Patrick Warburton       | Mads M. Nielsen         |
| Wesley            | Steve Buscemi           | Christian Damsgaard     |
| Dillon            | ?                       | William De Waal         |
| Ryan              | ?                       | Augusta Steffe          |
| Kyle              | ?                       | Zacharias Grassme Taj   |

### I Øvrigt Medvirkende
- Karin Jagd
- Mads Vangsø

## Soundtrack
- "(You Ain't) Home on the Range"
- "Little Patch of Heaven"
- "Yodel-Adle-Eedle-Idle-Oo"
- "Will the Sun Ever Shine Again"
- "Wherever the Trail May Lead"
- "Anytime You Need a Friend"